# Nyctophilus howensis
Nyctophilus howensis és una espècie de ratpenat de la família dels vespertiliònids. Viu a Austràlia. El seu hàbitat natural són les coves. Una possible amenaça significativa per a la supervivència d'aquesta espècie serien mussols i rates introduïts.